# Championnat du Sénégal de beach soccer
Le championnat du Sénégal de beach soccer, est une compétition de beach soccer regroupant les clubs sénégalais de beach soccer.

## Palmarès

### Par édition
| 1 | 2016. | Golf Beach Club                                                                          | 7-4                                                                                      | Ngor Almadies BS                                                                         | 8                                                                                        |                                                                                          |                                                                                          |
| 2 | 2018  | Yeumbeul BSC                                                                             | 4-3                                                                                      | Vision sports                                                                            | 8                                                                                        |                                                                                          |                                                                                          |
| 3 | 2020  | Compétition arrêtée en raison de la pandémie de Covid-19 au Sénégal, titre non attribué. | Compétition arrêtée en raison de la pandémie de Covid-19 au Sénégal, titre non attribué. | Compétition arrêtée en raison de la pandémie de Covid-19 au Sénégal, titre non attribué. | Compétition arrêtée en raison de la pandémie de Covid-19 au Sénégal, titre non attribué. | Compétition arrêtée en raison de la pandémie de Covid-19 au Sénégal, titre non attribué. | Compétition arrêtée en raison de la pandémie de Covid-19 au Sénégal, titre non attribué. |
| 4 | 2021  | Yeumbeul BSC(2)                                                                          | 7-1                                                                                      | l’Ile BSC de Saint Louis                                                                 | 10                                                                                       |                                                                                          |                                                                                          |
| 5 | 2022  | Yoff BS                                                                                  | 1-1 (5-4) T.a.b                                                                          | Ngor Almadies BS                                                                         | 20                                                                                       |                                                                                          |                                                                                          |
| 6 | 2023  | Ngor Almadies BS                                                                         | 4-3                                                                                      | Mbao BS                                                                                  | 20                                                                                       |                                                                                          |                                                                                          |
| 7 | 2024  | Ngor Almadies BS (2)                                                                     | 2-1                                                                                      | APLN                                                                                     | 20                                                                                       |                                                                                          |                                                                                          |

### Par club
| Clubs                    | Victoire(s) | Finaliste |
| ------------------------ | ----------- | --------- |
| Ngor Almadies BS         | 2           | 2         |
| Yeumbeul BSC             | 2           | 0         |
| Golf Beach Club          | 1           | 0         |
| Yoff BS                  | 1           | 0         |
| Vision sports            | 0           | 1         |
| l’Ile BSC de Saint Louis | 0           | 1         |
| Mbao BS                  | -           | 1         |
| APLN                     | -           | 1         |

## Distinction
| Saison | Meilleur(s) joueur | Meilleur(s) buteur(s) | Nombre de buts | Meilleur gardien    |
| ------ | ------------------ | --------------------- | -------------- | ------------------- |
| 2016   | Jean Ninou Diatta  | Lansana Diassy        | 18             |                     |
| 2018   | Mamadou Diagne     | Lansana Diassy        | 20             |                     |
| 2021   | ?                  | ?                     |                |                     |
| 2022   | Mamour Diagne      | Mandione Diagne       | 20             | Seydina Issa Diagne |
| 2023   | Souleymane Coly    | Souleymane Coly       | 28             | Mamadou Seck        |
| 2024   | Jean Ninou Diatta  | Sanou Laye Thiaw      | 15             | Ousseynou Faye      |